# 北の螢
『北の螢』（きたのほたる）は、1984年8月5日に発売された森進一の62枚目のシングル。

## 解説
- 同年に公開された東映同名映画『北の螢』の主題歌として制作された。
- 「北の蛍」と表記されている場合もあるが、正しくは旧字体で「蛍」の字が「螢」となる。
- NHK紅白歌合戦では白組トリで歌唱した1984年末の第35回と、23年後の2007年8月に亡くなった作詞家・阿久悠を追悼する形式で同末の第58回との、合計2回本楽曲を披露した。
- 1985年度の日本音楽著作権協会（JASRAC）発表による楽曲別の著作権使用料分配額（国内部門）では年間9位にランクインされた[3]。
- 1984年12月1日には、カップリング曲を「夢・ステファニー－ロマンティック・トリップ－」に変更した盤も発売され、ジャケット写真も全く異なるものになっている。配信シングルとしては「街の鳩」「夢・ステファニー－ロマンティック・トリップ－」の両方をカップリングとした3曲入りの構成となっている。

## 収録曲

### オリジナル盤
- 両楽曲共に、作詞：阿久悠／作曲：三木たかし／編曲：川口真

1. 北の螢（4分32秒）
2. 街の鳩（4分02秒）

### カップリング変更盤
1. 北の螢（4分32秒）
2. 夢・ステファニー－ロマンティック・トリップ－（4分33秒）
作詞：安井かずみ／作曲：加藤和彦／編曲：奥慶一
※IBMのパーソナルコンピュータ「IBM JX」CMソング。

## カバー
- 藤圭子 - アルバム『蝶よ花よと』に収録。（1984年）
- 伍代夏子 - アルバム『夏子の路～伍代夏子10周年記念アルバム』に収録。（1996年）
- 柏原芳恵 - アルバム『アンコール2』に収録。（2010年）
- 中条きよし - アルバム『中条きよし ゴールデン☆ベスト RCAイヤーズ』に収録。（2013年）
- 渥美二郎 - アルバム『GOLDEN☆BEST 渥美二郎 ソニーミュージック・イヤーズ』に収録。（2014年）
- 岩佐美咲 - アルバム『美咲めぐり 〜第1章〜』に収録。（2016年）
- 丘みどり - アルバム『〜みどりの風〜』に収録。（2017年）
- 氷川きよし - アルバム『新・演歌名曲コレクション6 -碧し-』に収録。（2017年）
- 水雲-MIZMO- (音楽ユニット) - カバー・アルバム『歌謡抄～水の巻＜二＞～』に収録。（2020年）